# سیارک ۱۳۳۰
سیارک ۱۳۳۰ (به انگلیسی: 1330 Spiridonia، نامگذاری:1925DB) هزار و سیصد و سیمین سیارک کشف شده‌است که در ۱۷ فوریه ۱۹۲۵ و در رصدخانه سایمیز کشف شد.
قدر مطلق سیارک برابر ۱۰٫۱۷ است.